# エトワール凱旋門
エトワール凱旋門（エトワールがいせんもん、フランス語: Arc de triomphe de l'Étoile）は、フランス・パリのシャンゼリゼ通りの西端、シャルル・ド・ゴール広場にある戦勝記念碑である。

## 概要
パリはもとよりフランス全土の象徴的な建造物の一つで、単に凱旋門と言えばこのエトワール凱旋門を指すことも多く、世界有数の観光名所となっている。シャンゼリゼ通りの地下入口から地下道を通って近づける。料金を払い、らせん階段を上まで登ることもできる。エレベーターもあり、基本的に体の不自由な人のために使われている。

エトワール広場に集まる12本の放射状道路（アヴェニュー）

この凱旋門を中心に、シャンゼリゼ通りをはじめとして12本の通りが放射状に延びており、その形が地図上で光り輝く「星=étoile」のように見えることから、この広場は「星の広場（エトワール広場）Place de l'Étoile」と呼ばれていた。そのため、「エトワール広場の凱旋門」の意味の「Arc de triomphe de l'Étoile」との正式名称がある。なお、この名称は後年に「シャルル・ド・ゴール広場 Place Charles-de-Gaulle」と変更されている。
「凱旋門 Arc de Triomphe （アルク・ド・トリヨーンフ）」の直訳が「戦勝のアーチ」であることでも分かるように、「凱旋門」自体は戦勝記念碑である。そのため、凱旋門はパリだけでもカルーゼル門、サン・ドニ門、サン・マルタン門など多数が存在する。
シャンゼリゼ通りとこのエトワール凱旋門の延長線上のラ・デファンスには「新凱旋門 グランダルシュ」（La Grande Arche、または Arche de la Défense）があるが、これは戦勝記念碑ではないことから正式名称に "triomphe" が付いておらず、すなわち「凱旋門」ではない。しかし、シャンゼリゼ通りの都市軸（パリの歴史軸）上にある、カルーゼル凱旋門・エトワール凱旋門に続く第3番目の「門（arc, arche）」であると認識されているため、フランスの国の標語である「Liberté, Égalité, Fraternité」（自由、平等、友愛）から、「La Grande Arche de la Fraternité」（直訳 - 友愛の大アーチ）との正式名称を持つ。
古代ギリシア、古代ローマを模範とする新古典主義建築の代表作である。

## 沿革

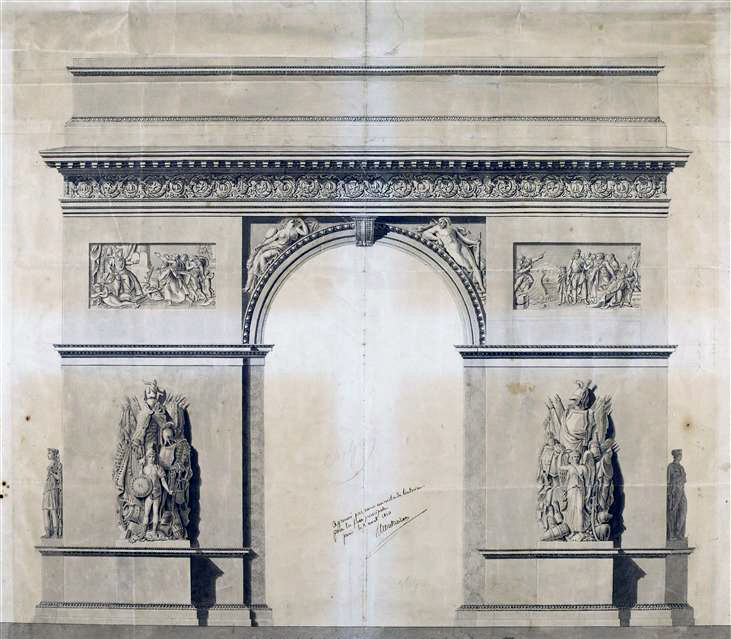
建設図面（1806年）

エトワール凱旋門は、前年のアウステルリッツの戦いに勝利した記念に1806年、ナポレオン・ボナパルトの命によって建設が始まった。ルイ・フィリップの7月王政時代、1836年に完成した。建設中には、様々な政治的変遷とプロジェクトを率いる建築家の権力闘争の影響を受けた。1830年7月、数日間のうちに起こった革命（フランス7月革命）の後に王位に就いたルイ・フィリップは、革命軍に軍隊の過去の歴史を思い出させたうえ、帝政支持者への配慮に努めた。記念建造物が捧げられる対象は変更され、崇拝の目的は革命軍と帝政の軍隊の栄光を称えるものとなった。
なお、ナポレオンは凱旋門が完成する前に死去しており、彼がこの門をくぐったのは1840年にパリに改葬された時だった。その後、1885年のヴィクトル・ユーゴー国葬における遺体安置、あるいは1919年7月14日の第一次世界大戦の同盟国の勝利のパレードなど、国家の歴史的な出来事を執り行う場所として機能した。また、それを逆手にとって第二次世界大戦時にパリを占領したドイツ国防軍は、1940年6月16日に凱旋門下で軍観兵式を行った。

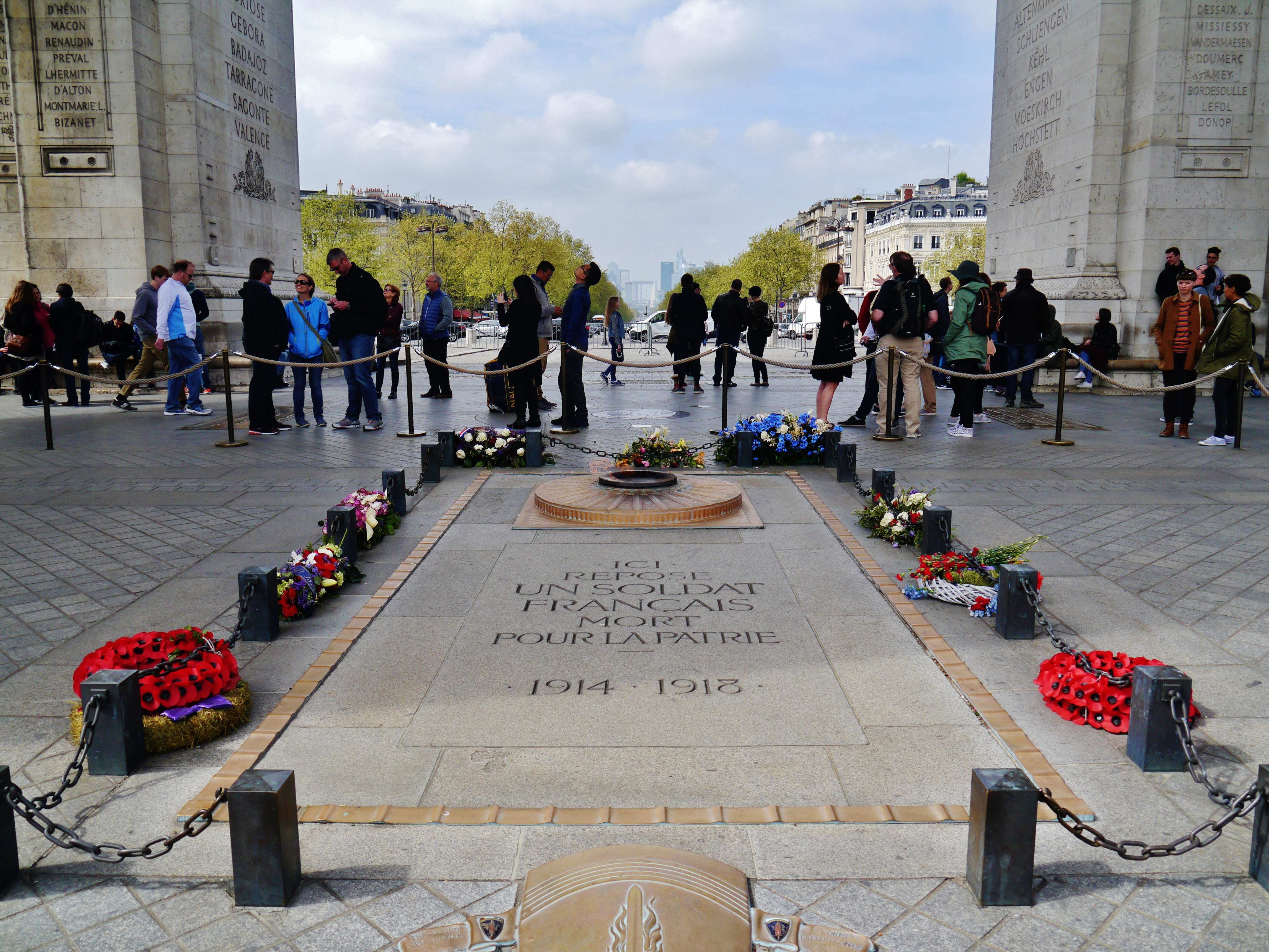
エトワール凱旋門の下に無名戦士の墓

エトワール凱旋門の下には、第一次世界大戦の無名戦士の墓や多くの祈念のプレートが埋め込まれ、フランスのために亡くなった兵士たちを祈念している。
- 1870年9月4日の共和国宣言プレート
- 1918年のアルザス・ロレーヌ地方のフランスへの帰属プレート
- 1939年 - 1945年の第二次世界大戦で戦死した兵士の祈念プレート
- 1940年6月18日のシャルル・ド・ゴール将軍の演説記念プレート
- 1940年11月11日ドイツ軍（ナチス）占領下のデモで亡くなった学生の祈念プレート
- 1946年 - 1954年のインドシナ戦争祈念プレート
- 1954年 - 1962年のアルジェリア戦争祈念プレート
- 1950年 - 1953年の朝鮮戦争祈念プレート

## 日本における認識
日本では、「凱旋門」が「エトワール凱旋門」を示す固有名詞として扱われがちであるため、実際は凱旋門ではない超高層ビルのグランダルシュまでが「新凱旋門」と称されることが多い。

## 住所表記
- Place Charles de Gaulle Étoile 75008 Paris

## ギャラリー

### 各部分の彫刻

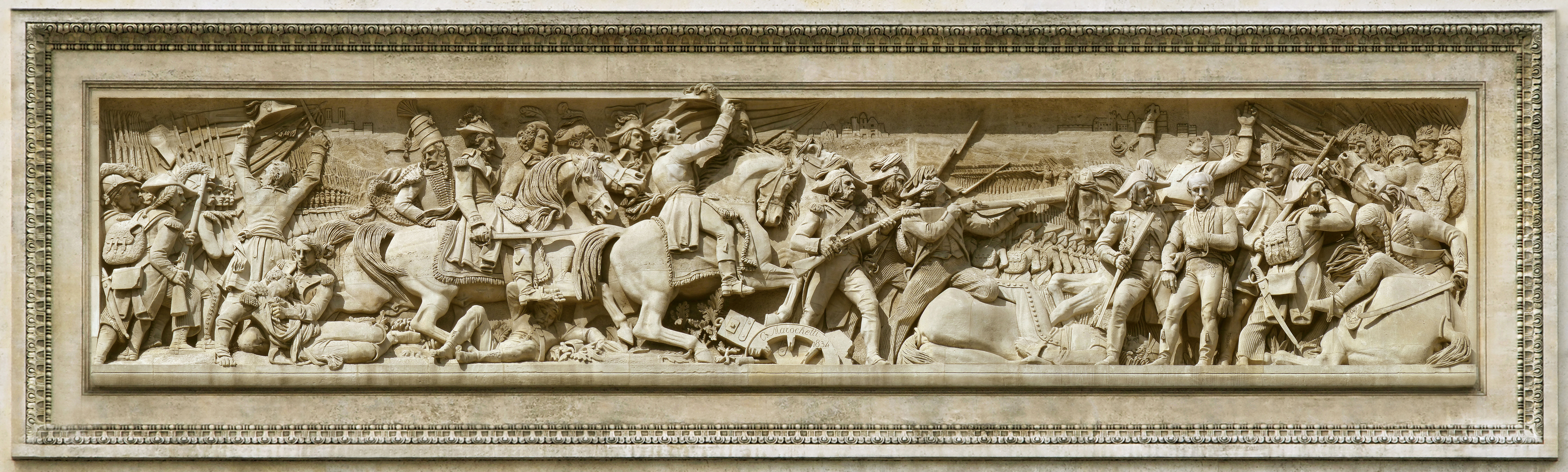
「ジュマップの戦い」 (作) カルロ・マロケッティ
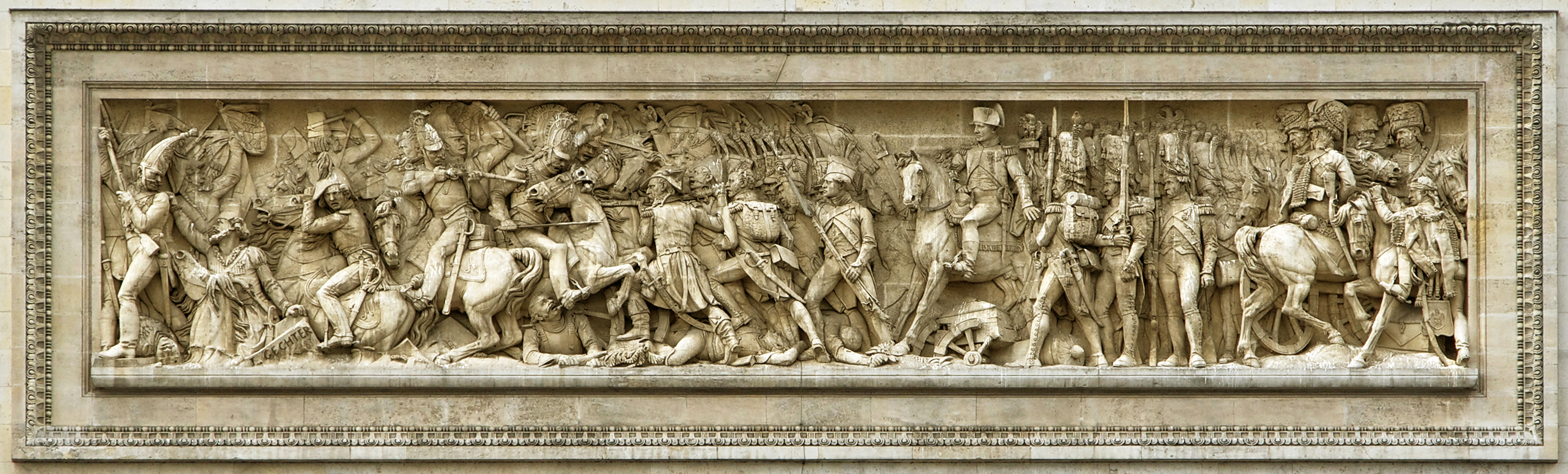
「アウステルリッツの戦い」 (作) Théodore Gechter

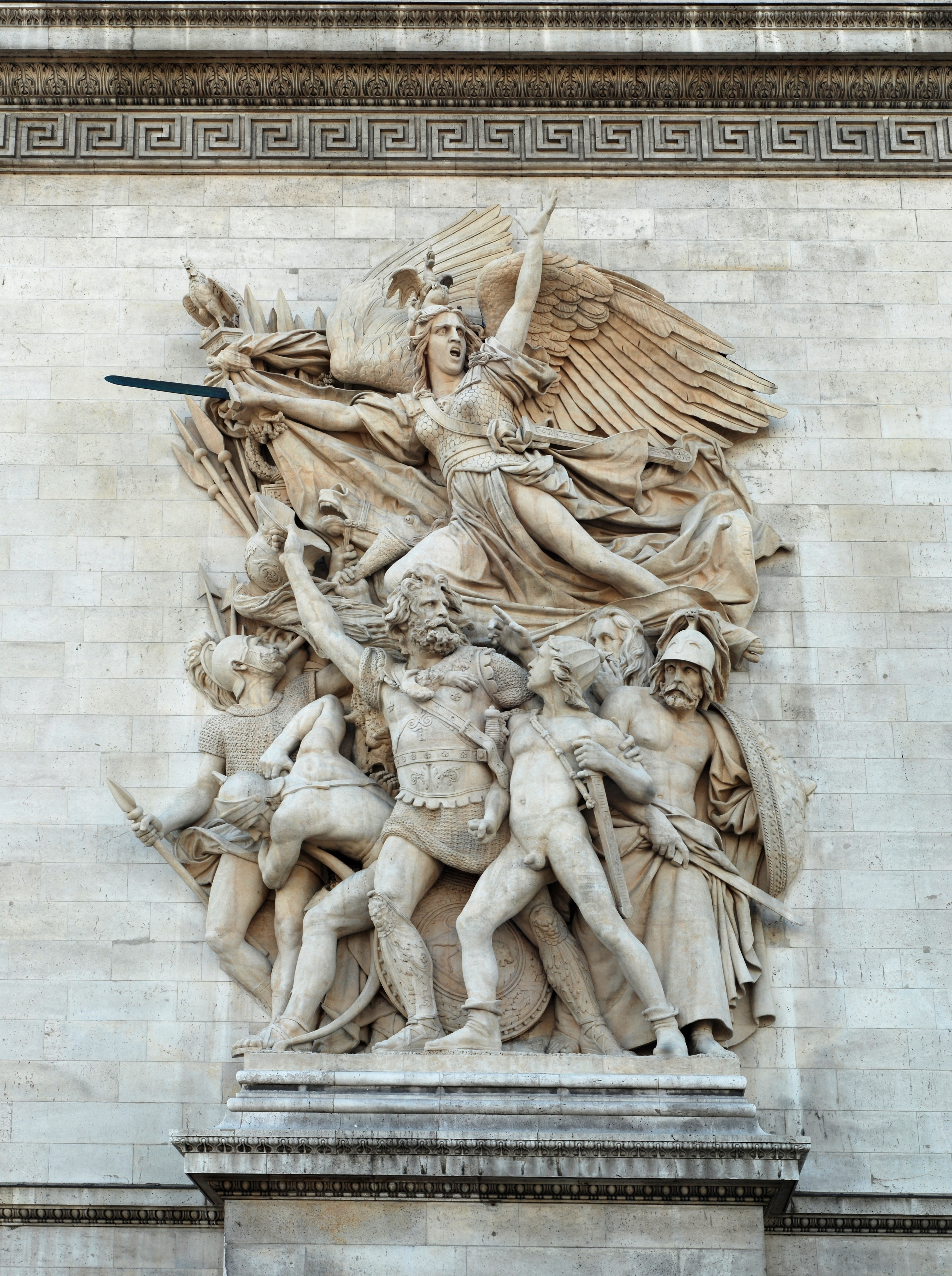
「1792年の出発」 （ラ・マルセイエーズ） (作) フランソワ・リュード
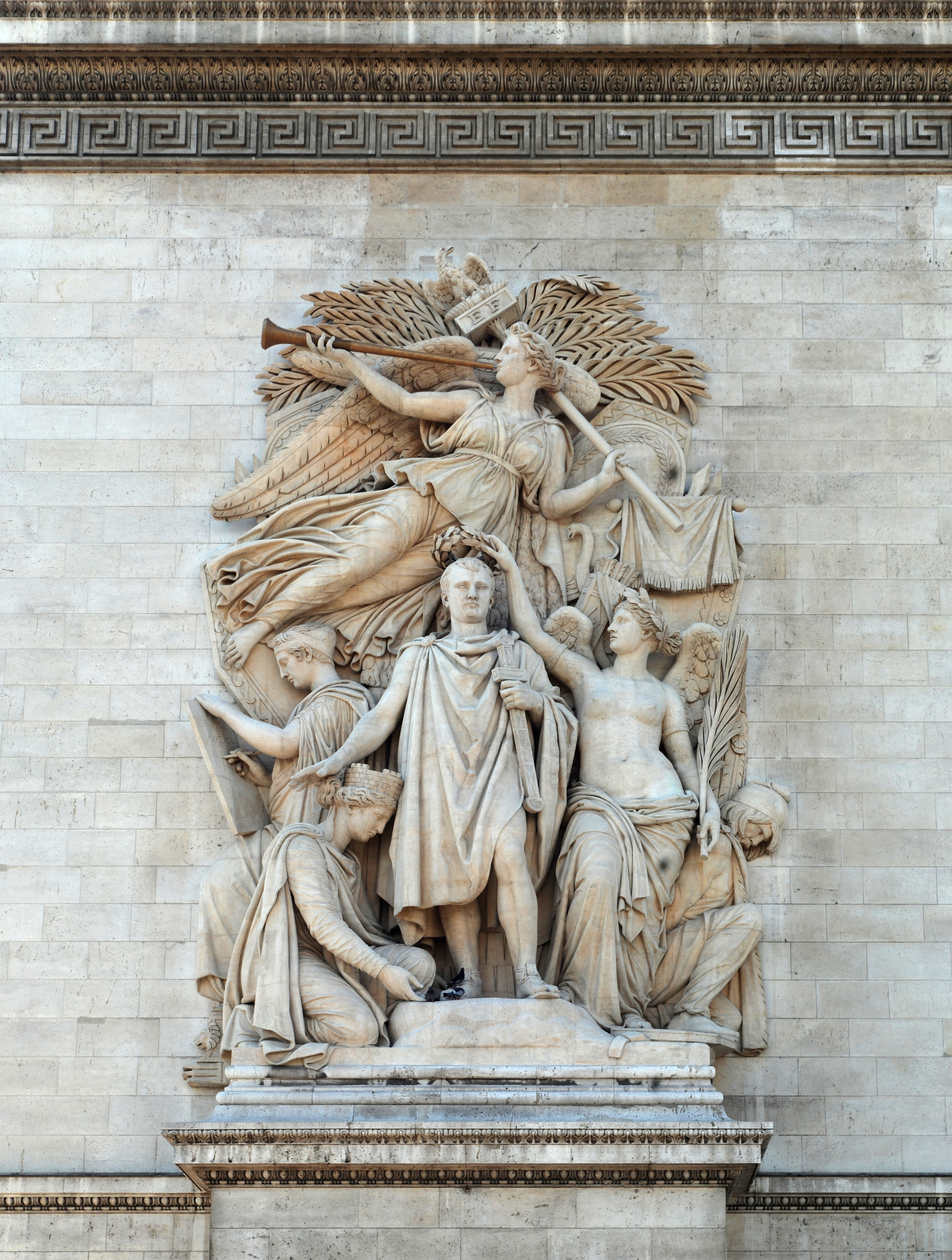
「1810年の勝利」 (作) ジャン＝ピエール・コルトー
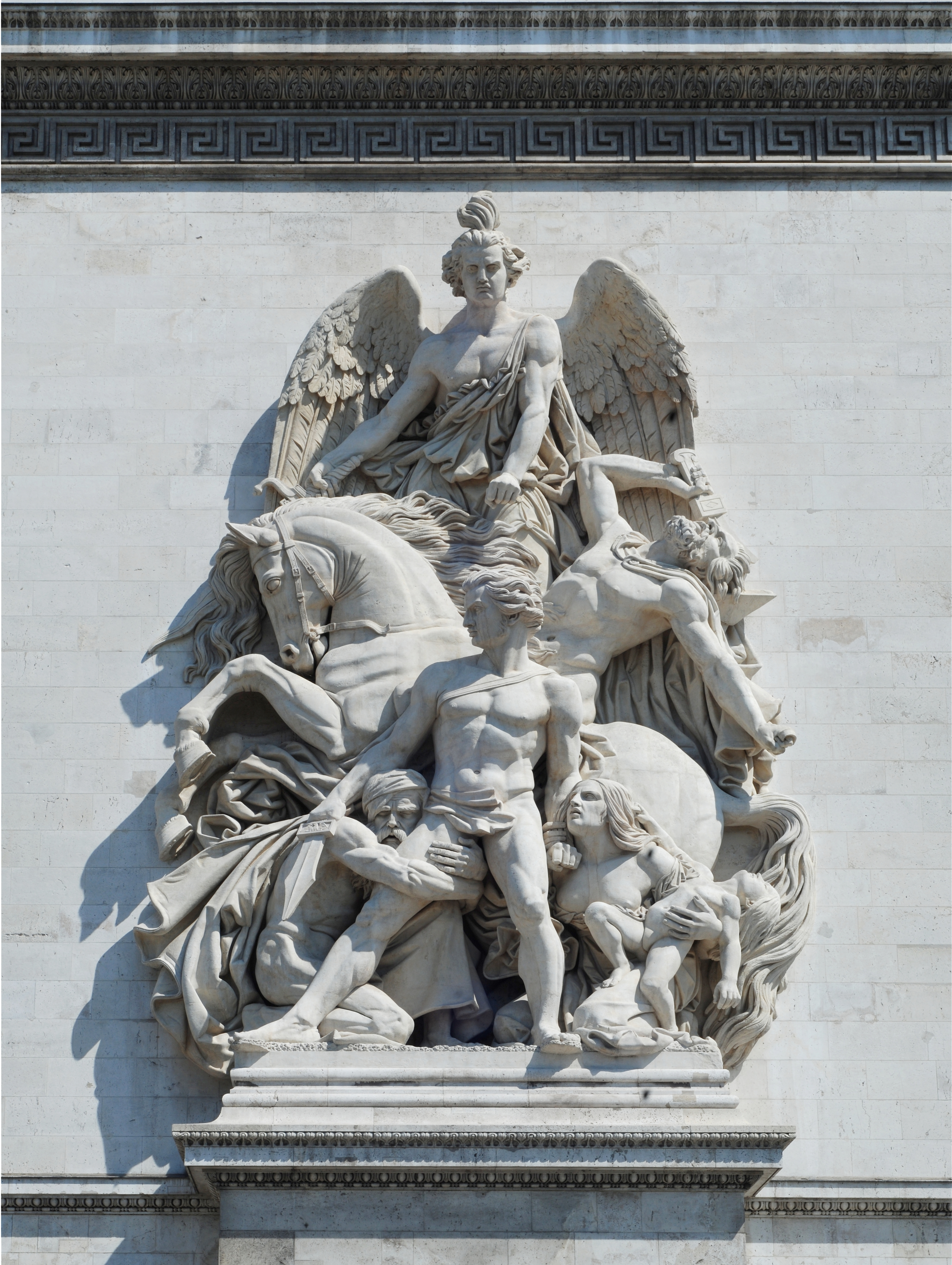
「1814年の抵抗」 (作) Antoine Étex
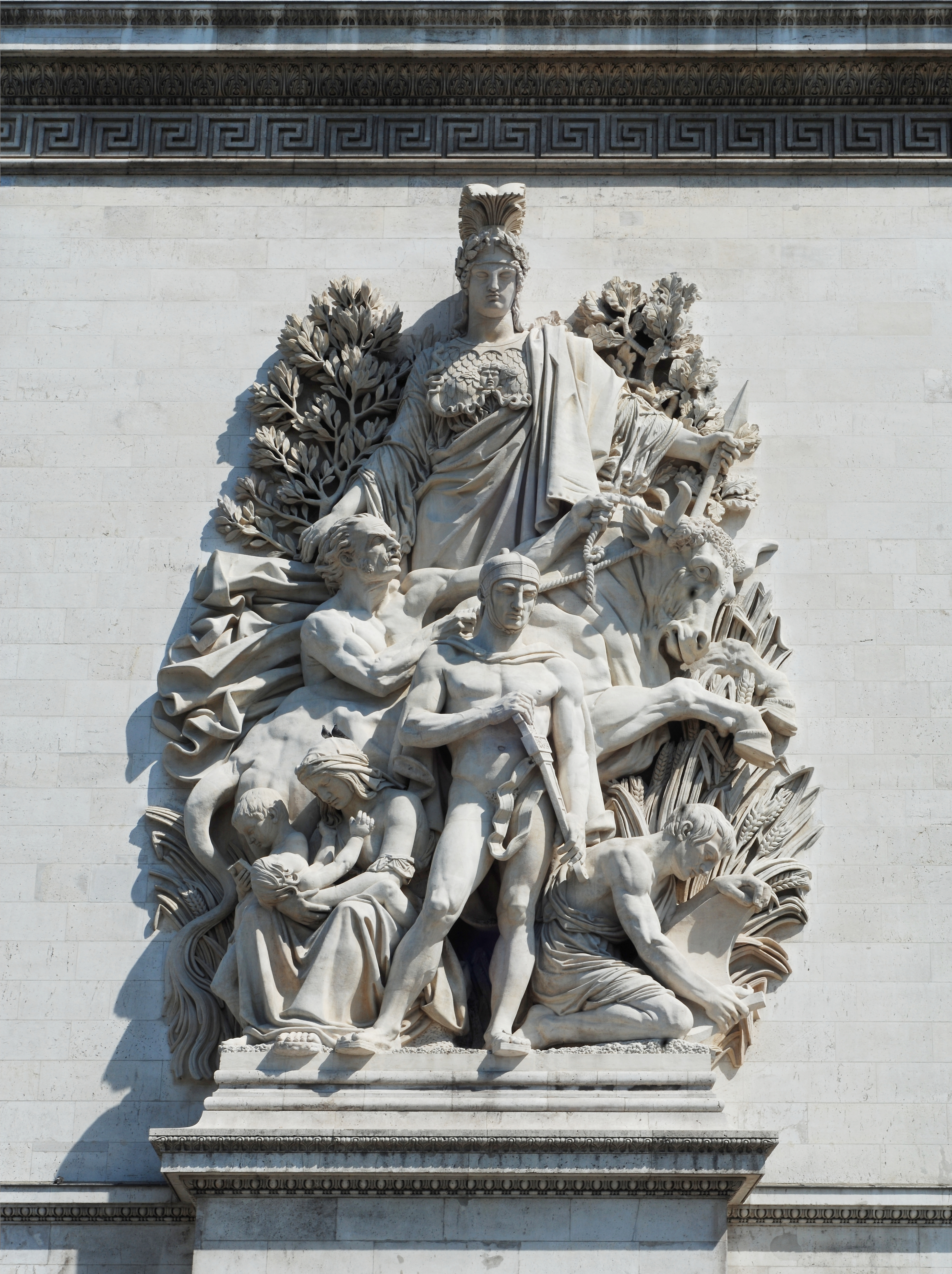
「1815年の平和」 (作) Antoine Étex

- 「ジュマップの戦い」
 (作) カルロ・マロケッティ
- 「アウステルリッツの戦い」
 (作) Théodore Gechter

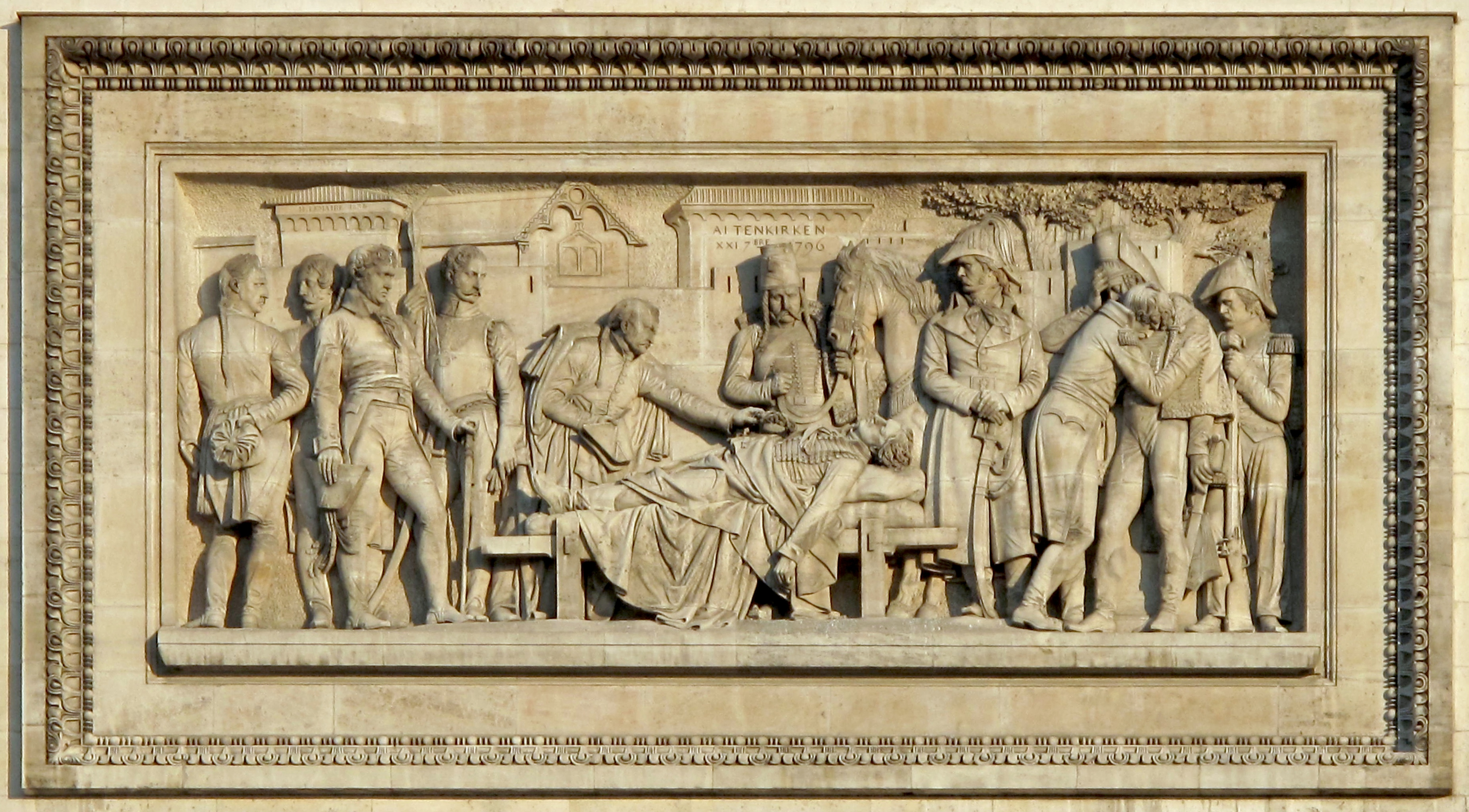
「マルソー将軍の葬儀」 (作) アンリ・ルメール
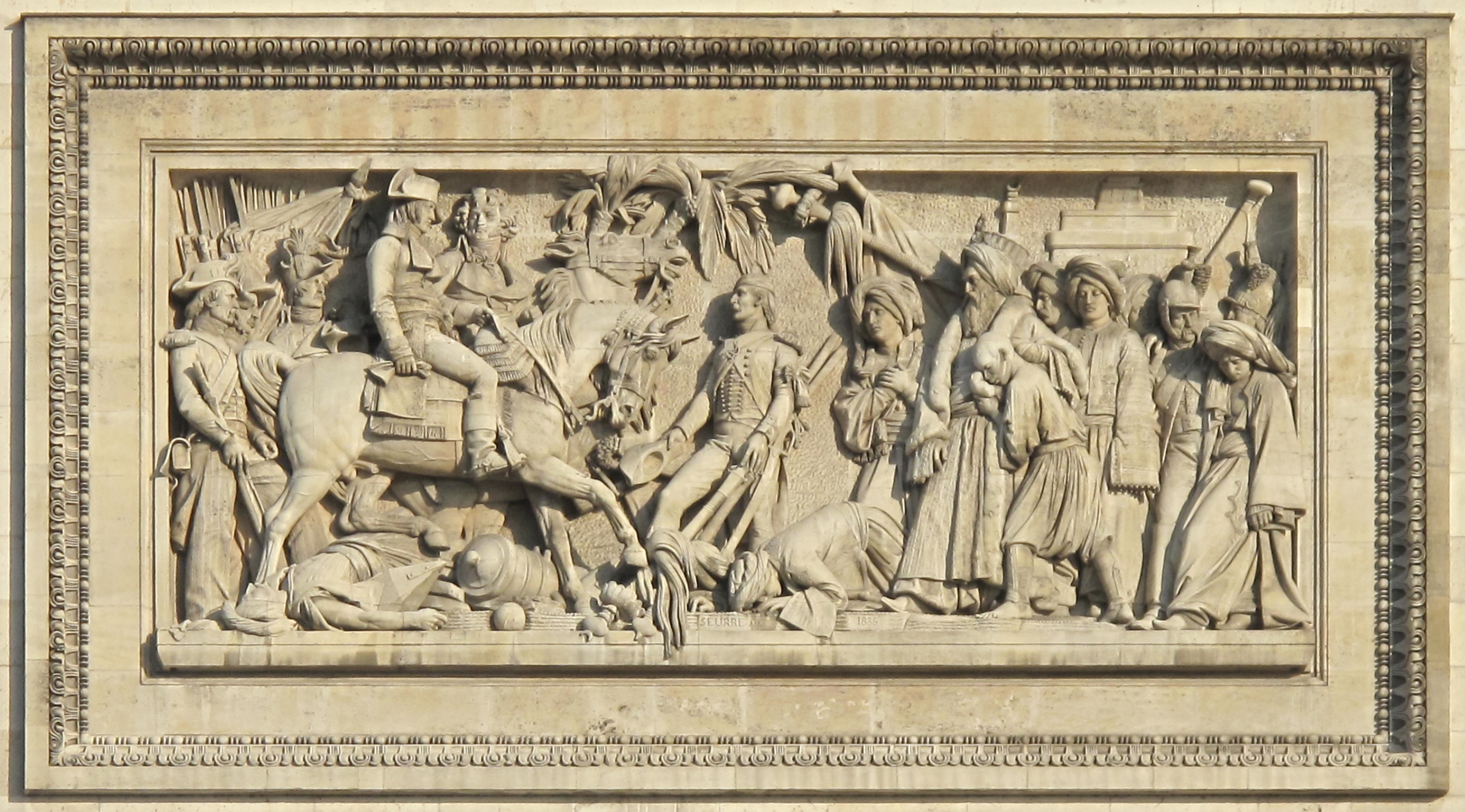
「アブキールの戦い」 (作) ベルナール・スール
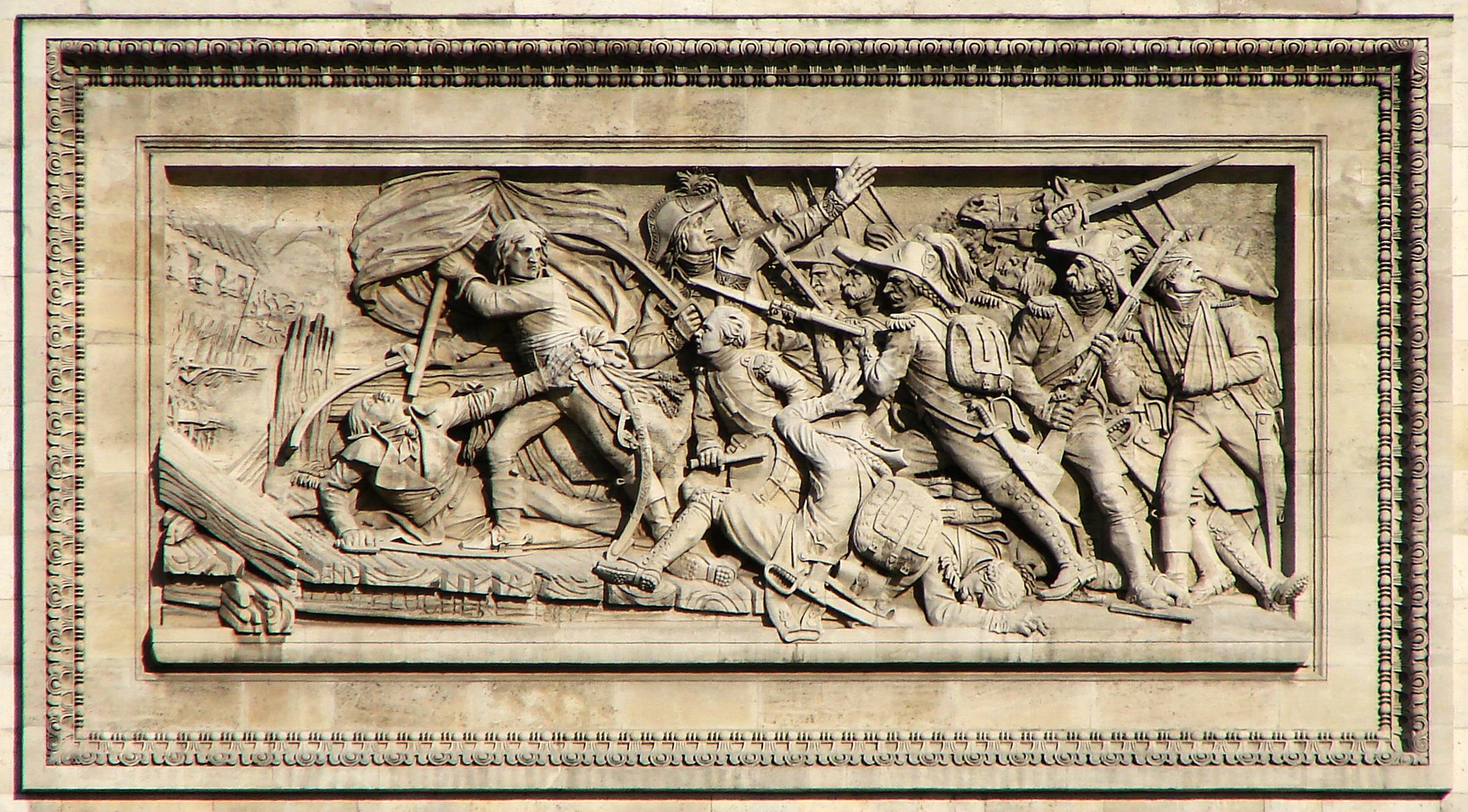
「アルコレの戦い」 (作) ジャン＝ジャック・フシェル
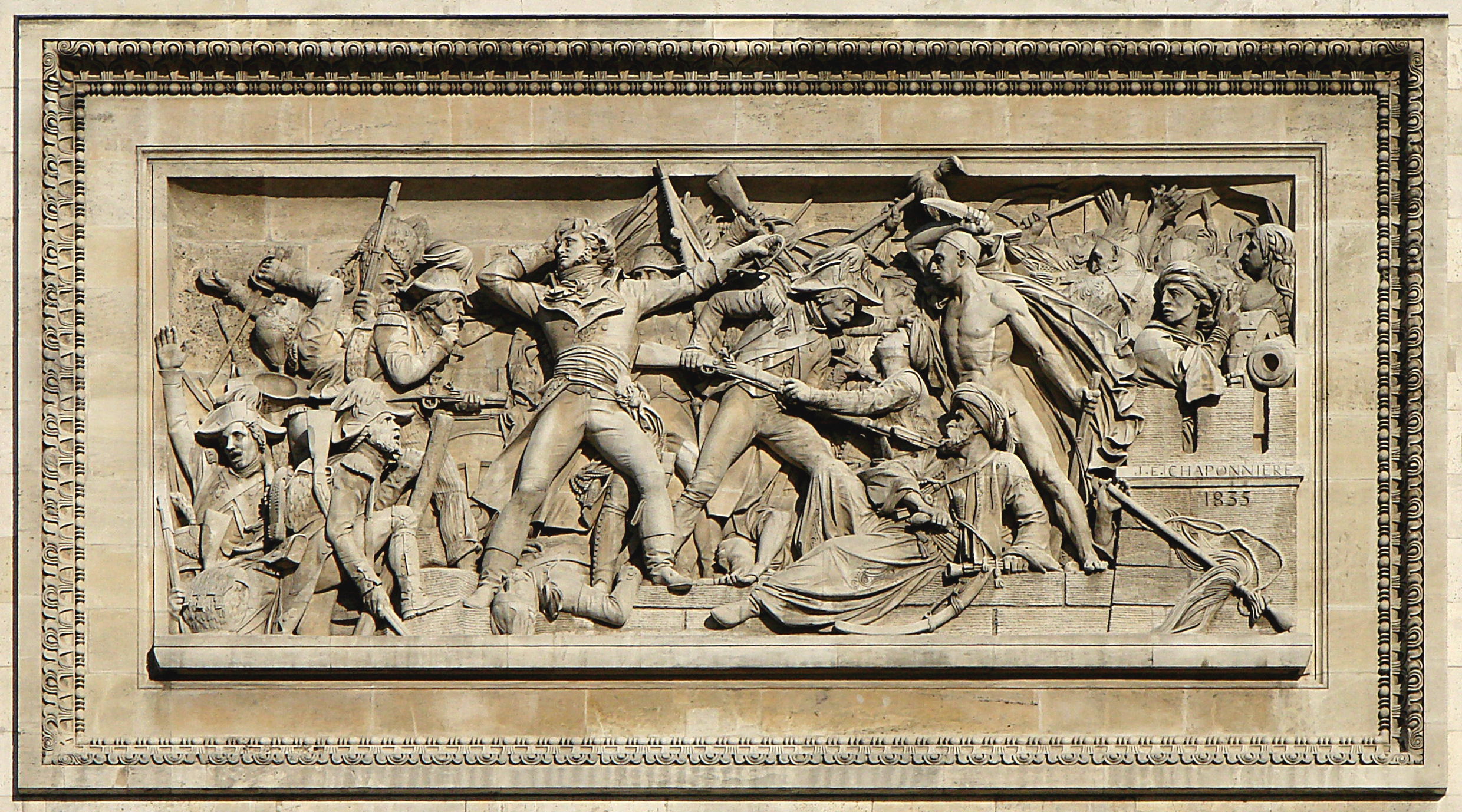
「ピラミッドの戦い」 (作) J・E・シャボニエール

### 戦いの一覧
詳細は「エトワール凱旋門に刻まれた戦いの一覧」を参照。 

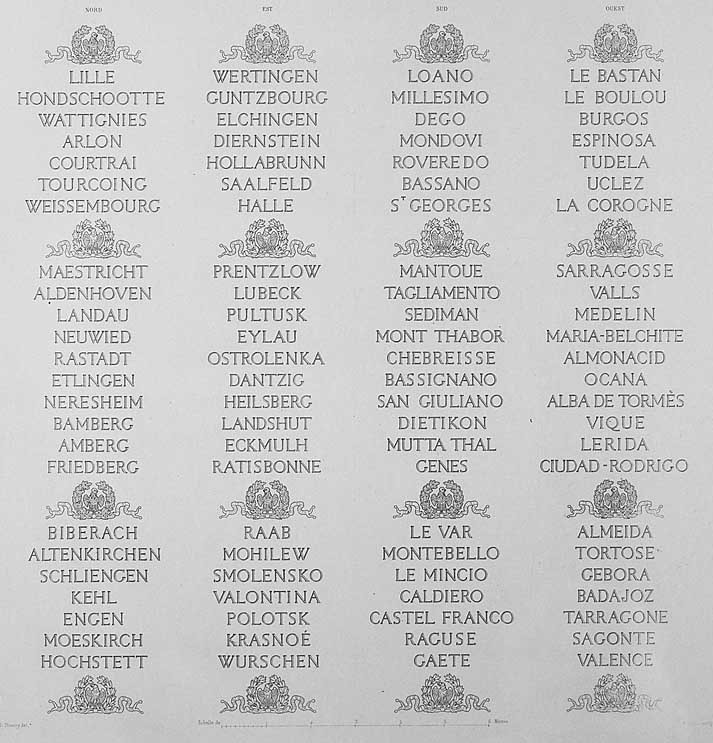
戦いの一覧（大きなアーチ）

### 名前の一覧
詳細は「エトワール凱旋門に名前を記された人物の一覧」を参照。 

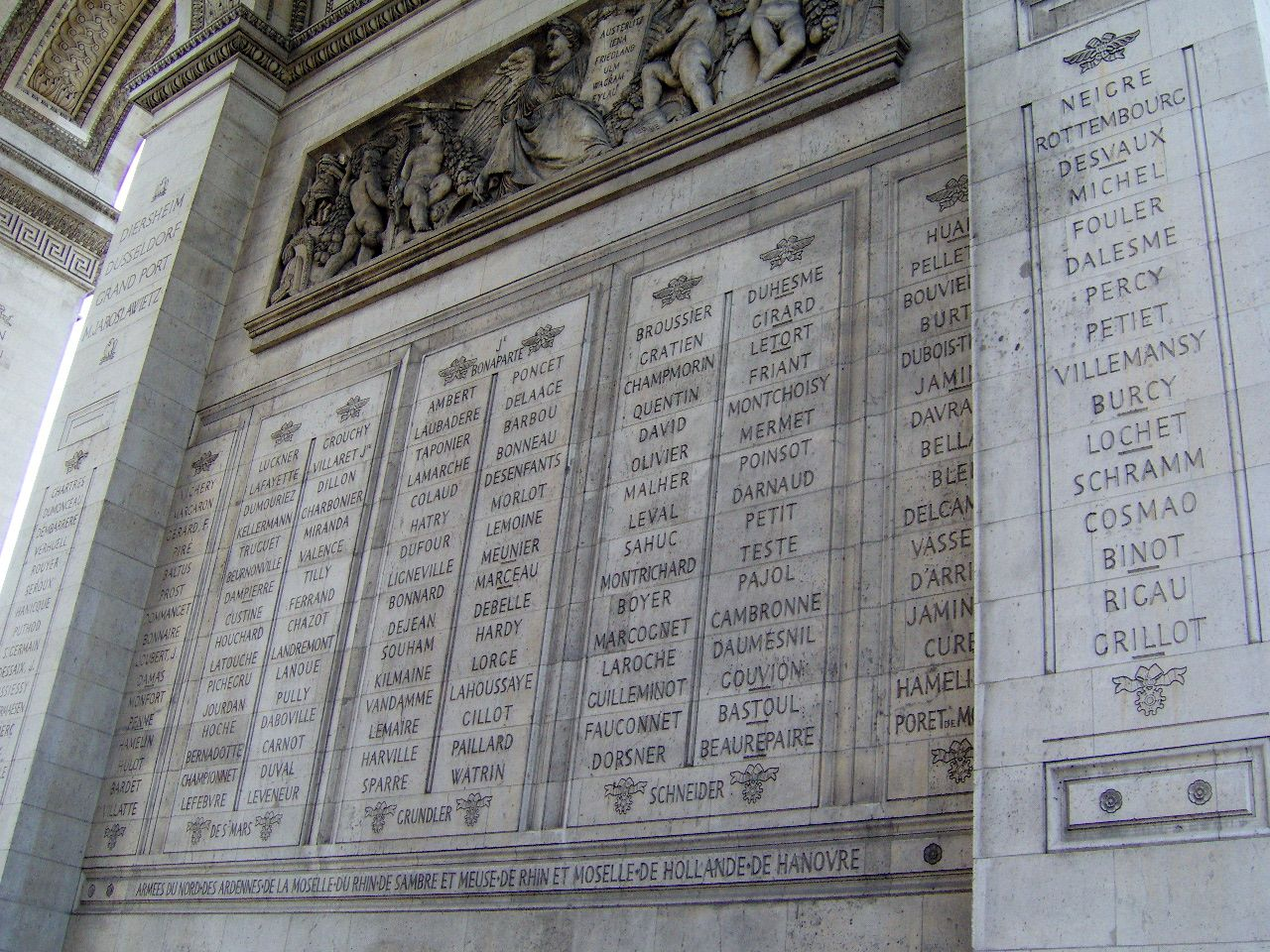
名前の一覧（北柱）
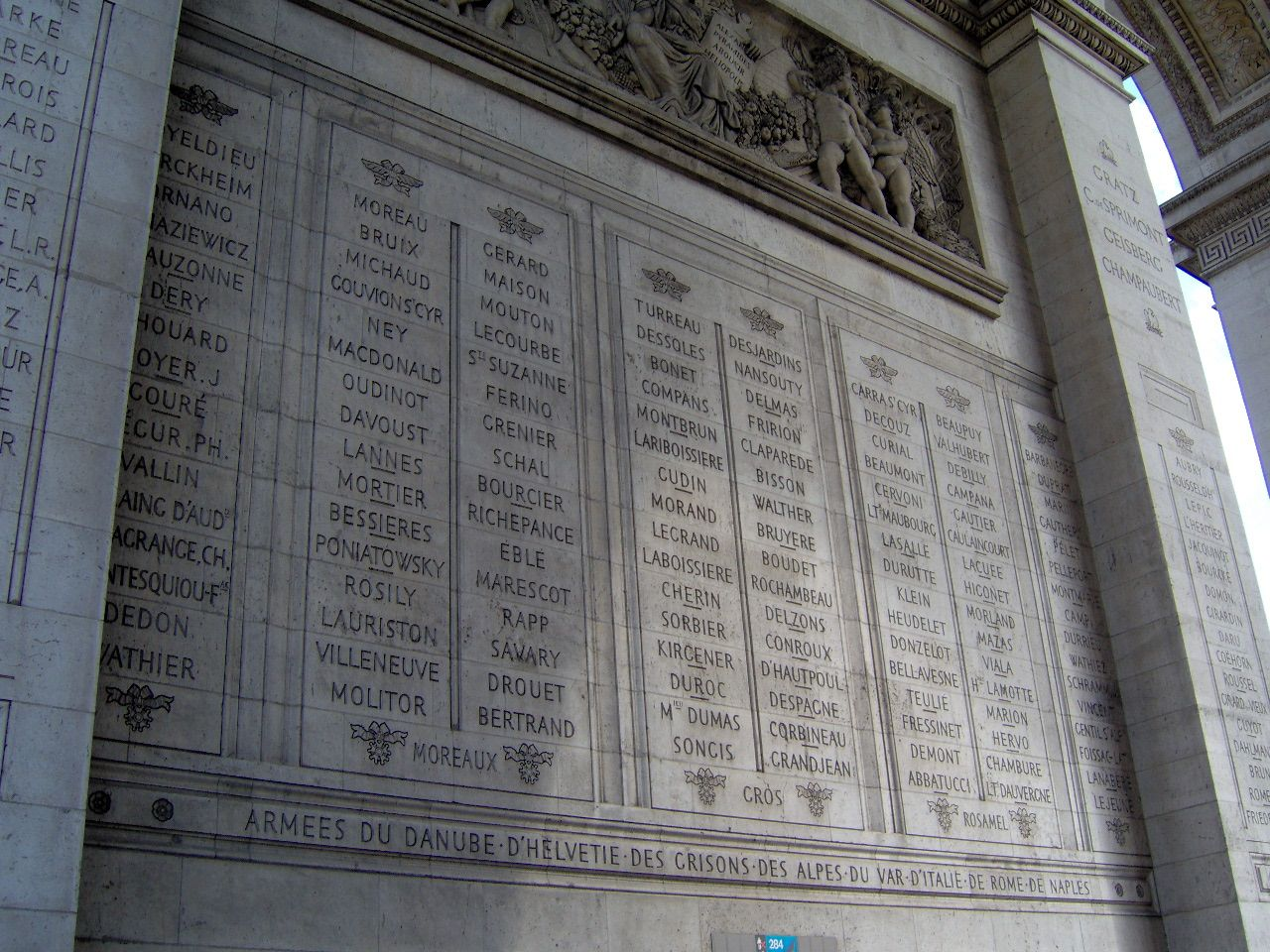
名前の一覧（東柱）
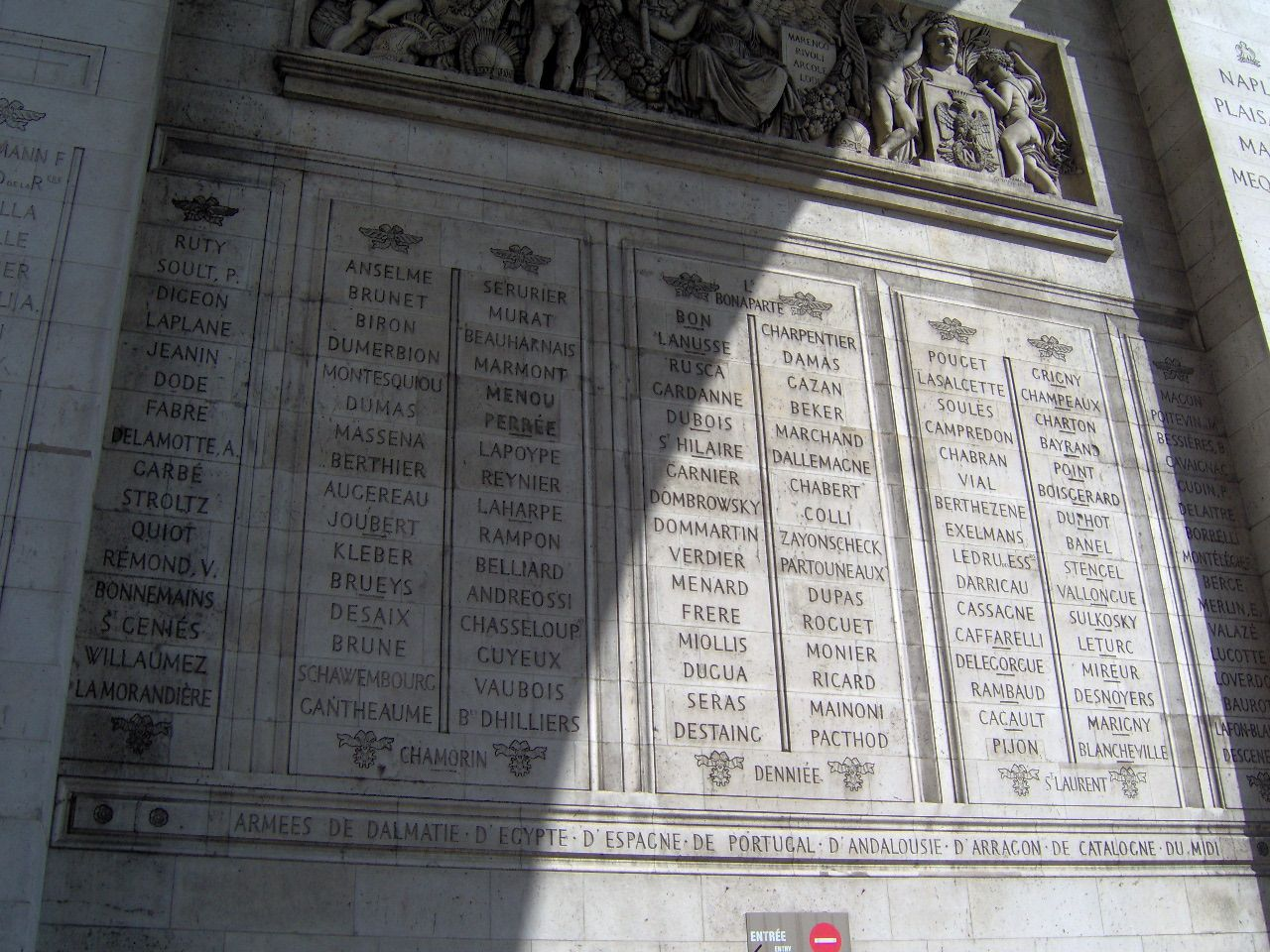
名前の一覧（南柱）
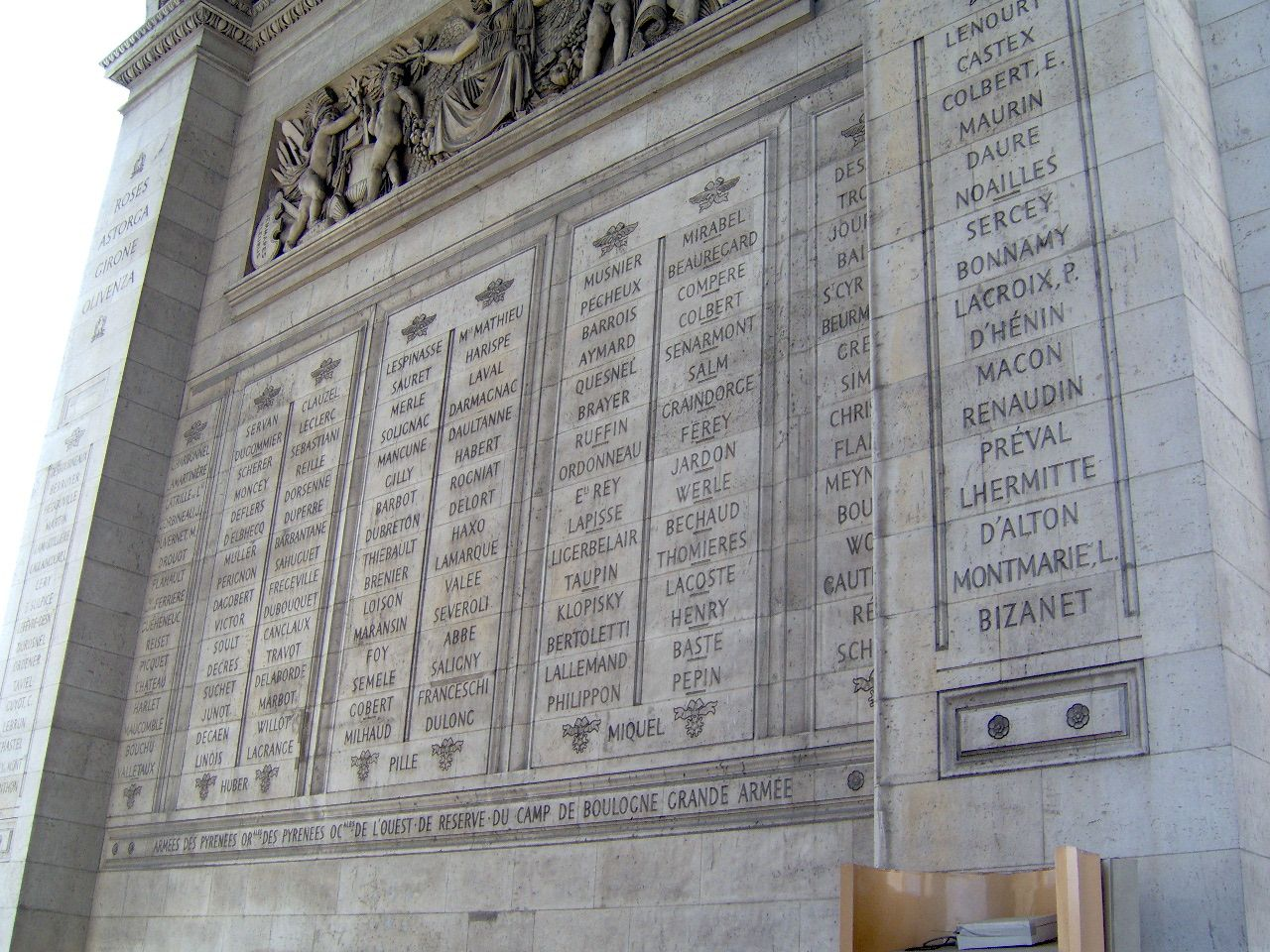
名前の一覧（西柱）

### タイムライン

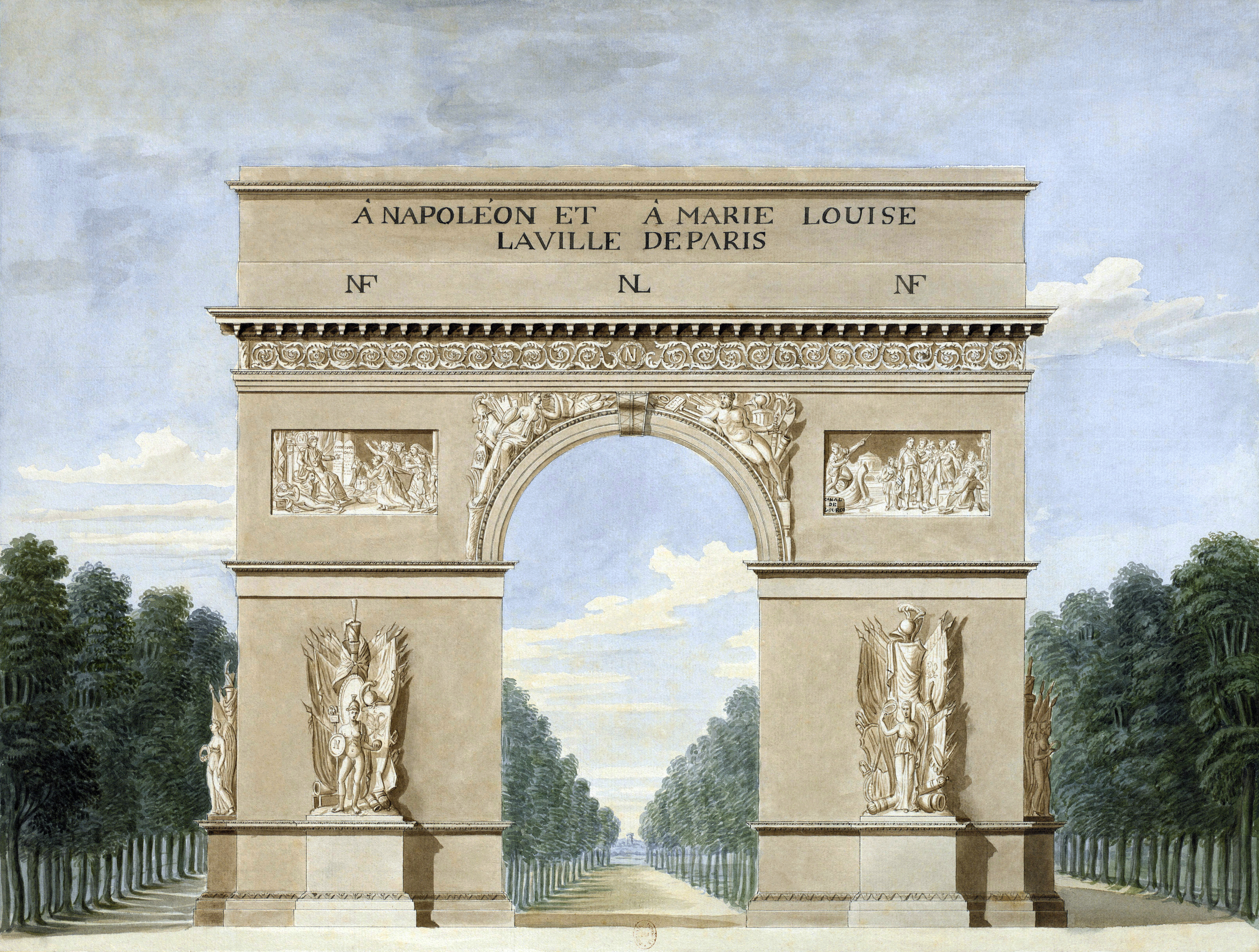
凱旋門の実物大の木製模型（1810年）
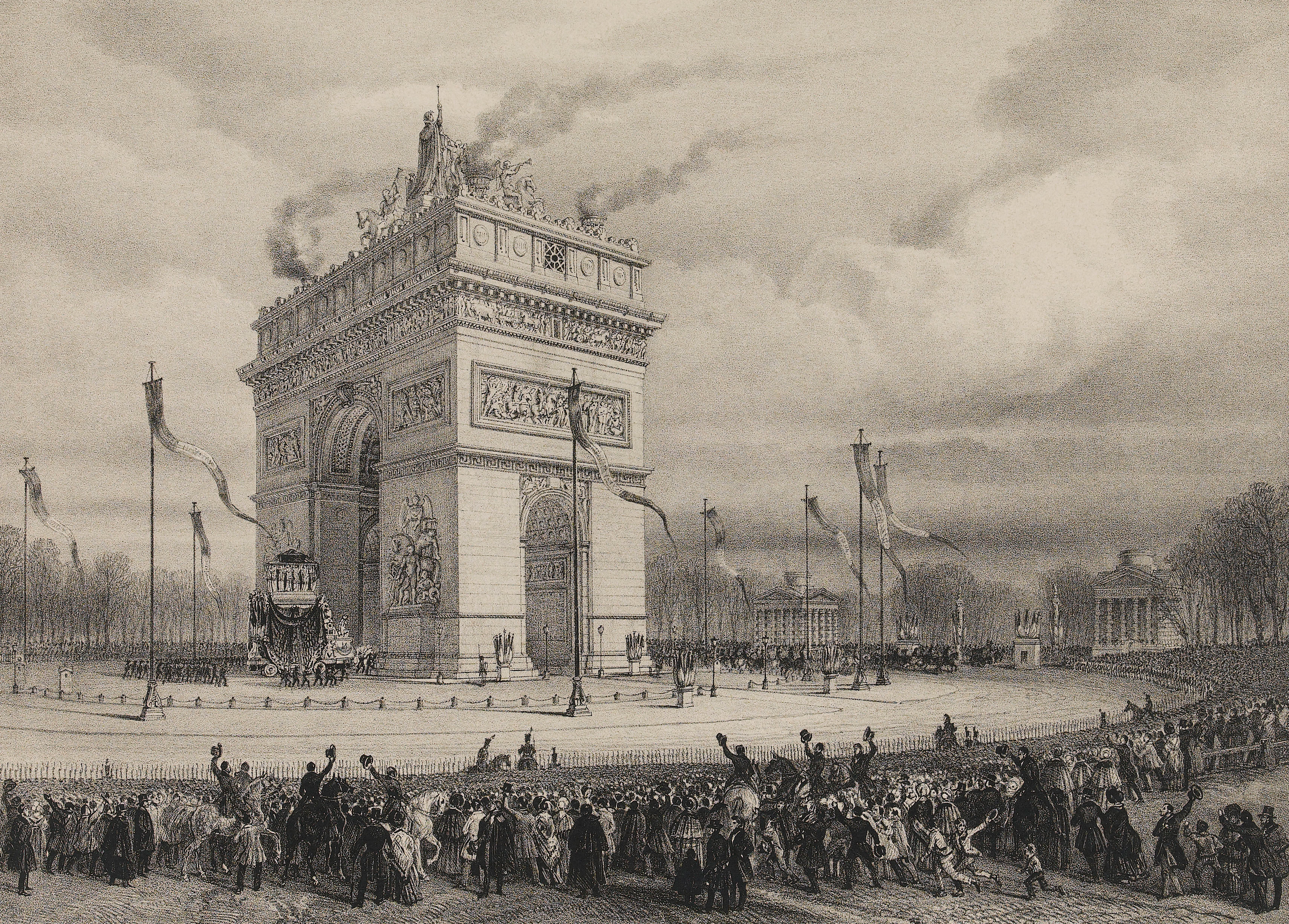
ナポレオンの遺骸の帰還（1840年）
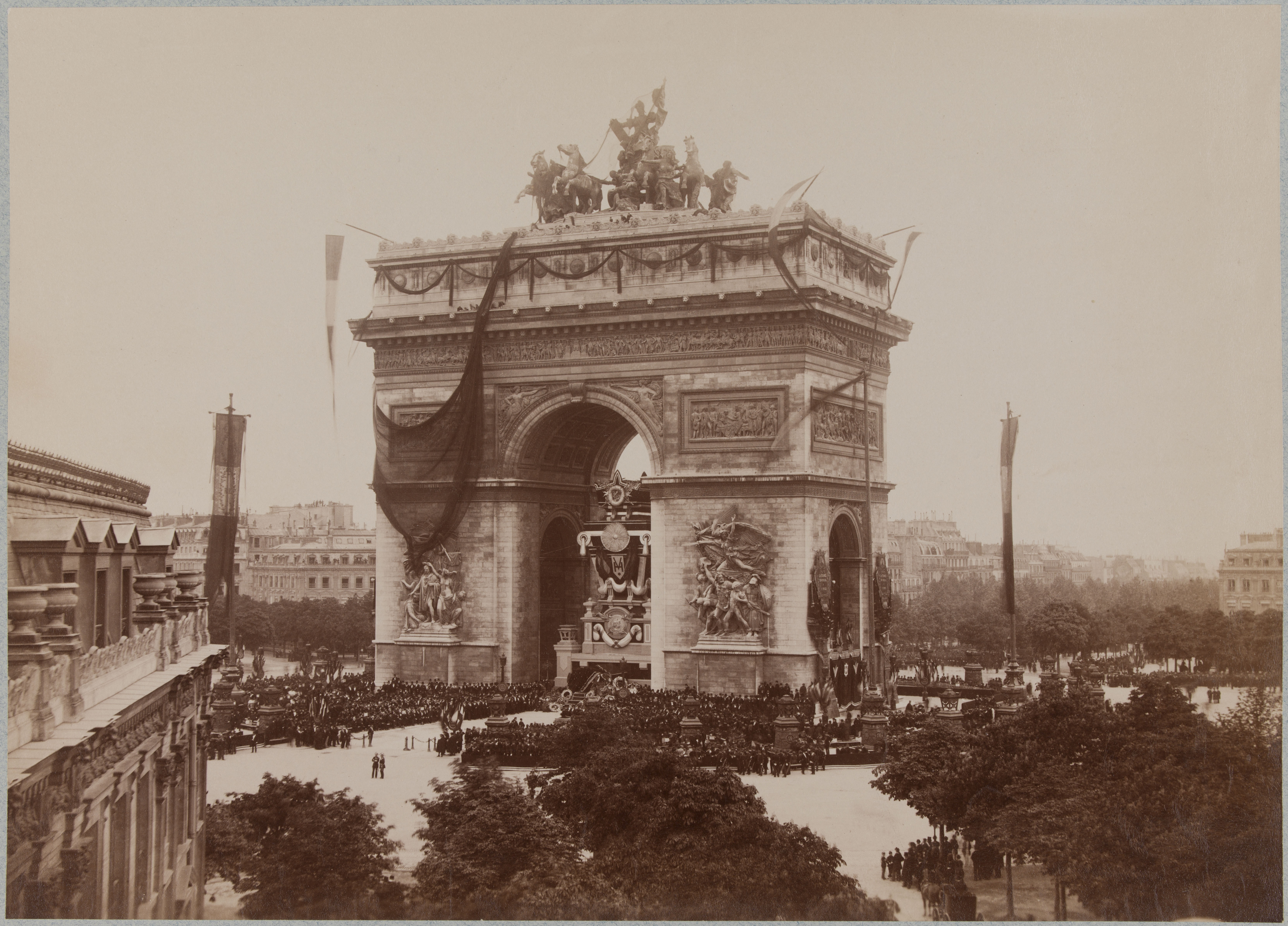
ヴィクトル・ユーゴーの葬儀（1885年5月31日）
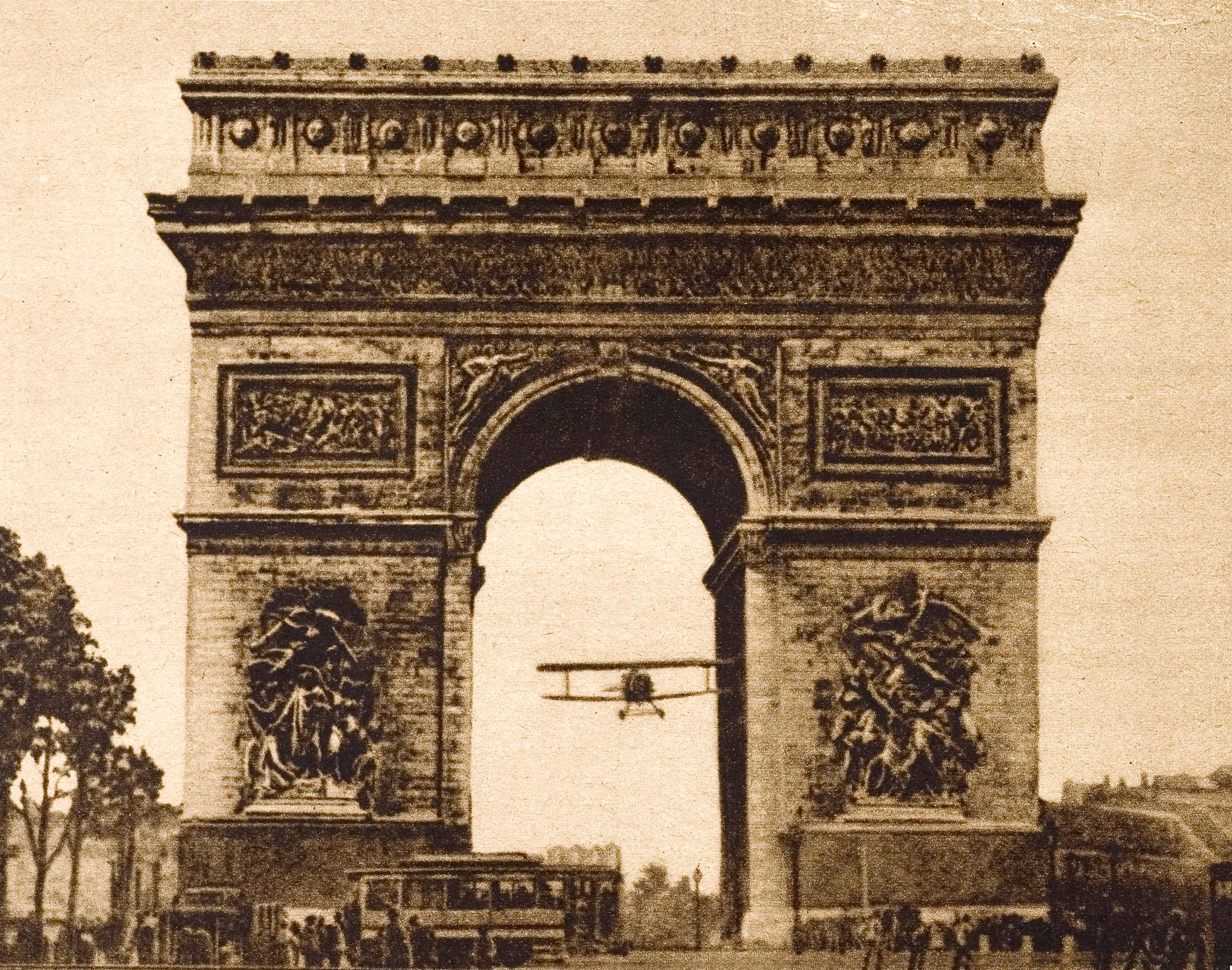
凱旋門を潜り抜けるニューポール 11（1919年8月7日）
エトワール広場（1921年）
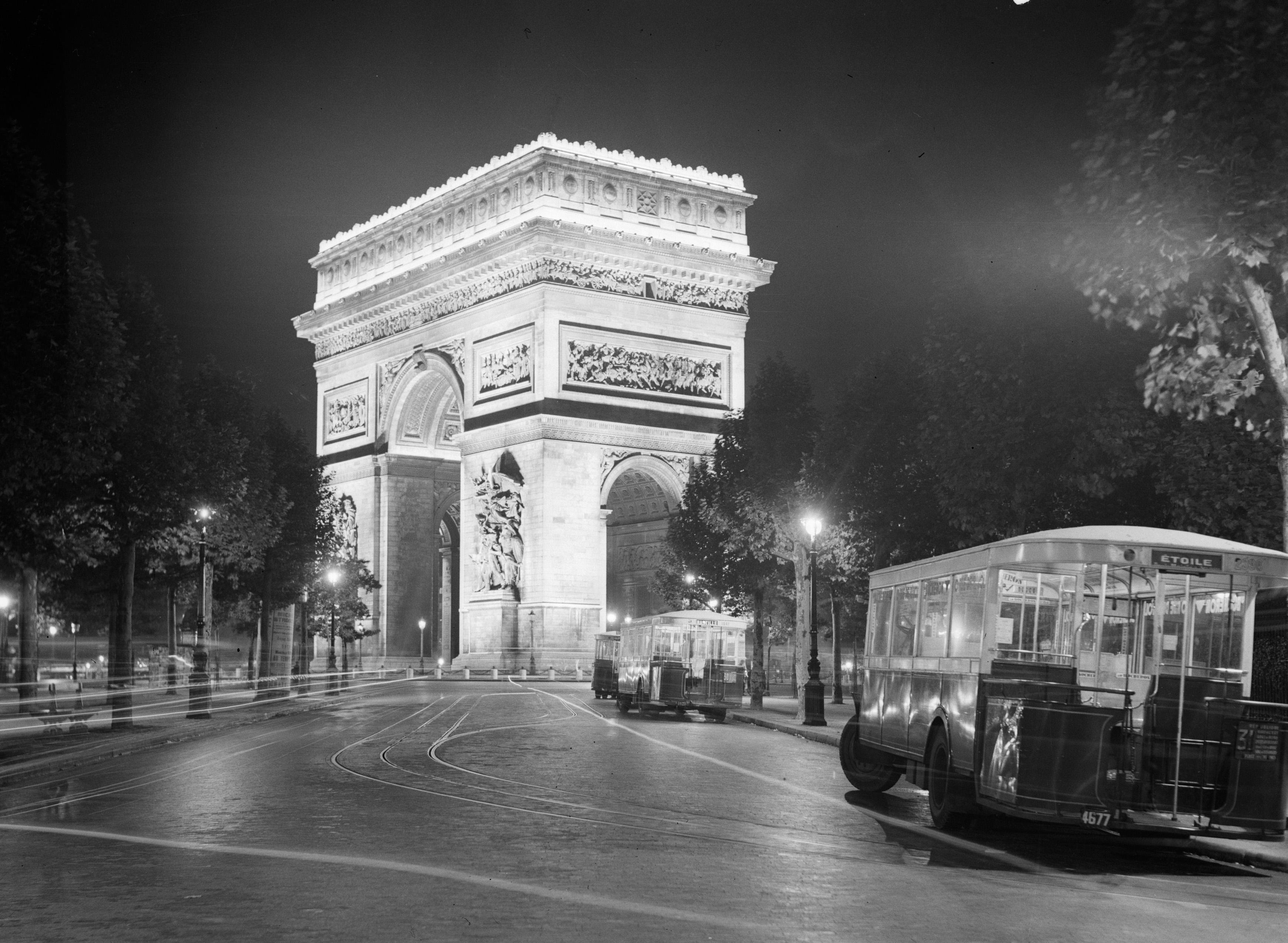
エトワール凱旋門（1935年）
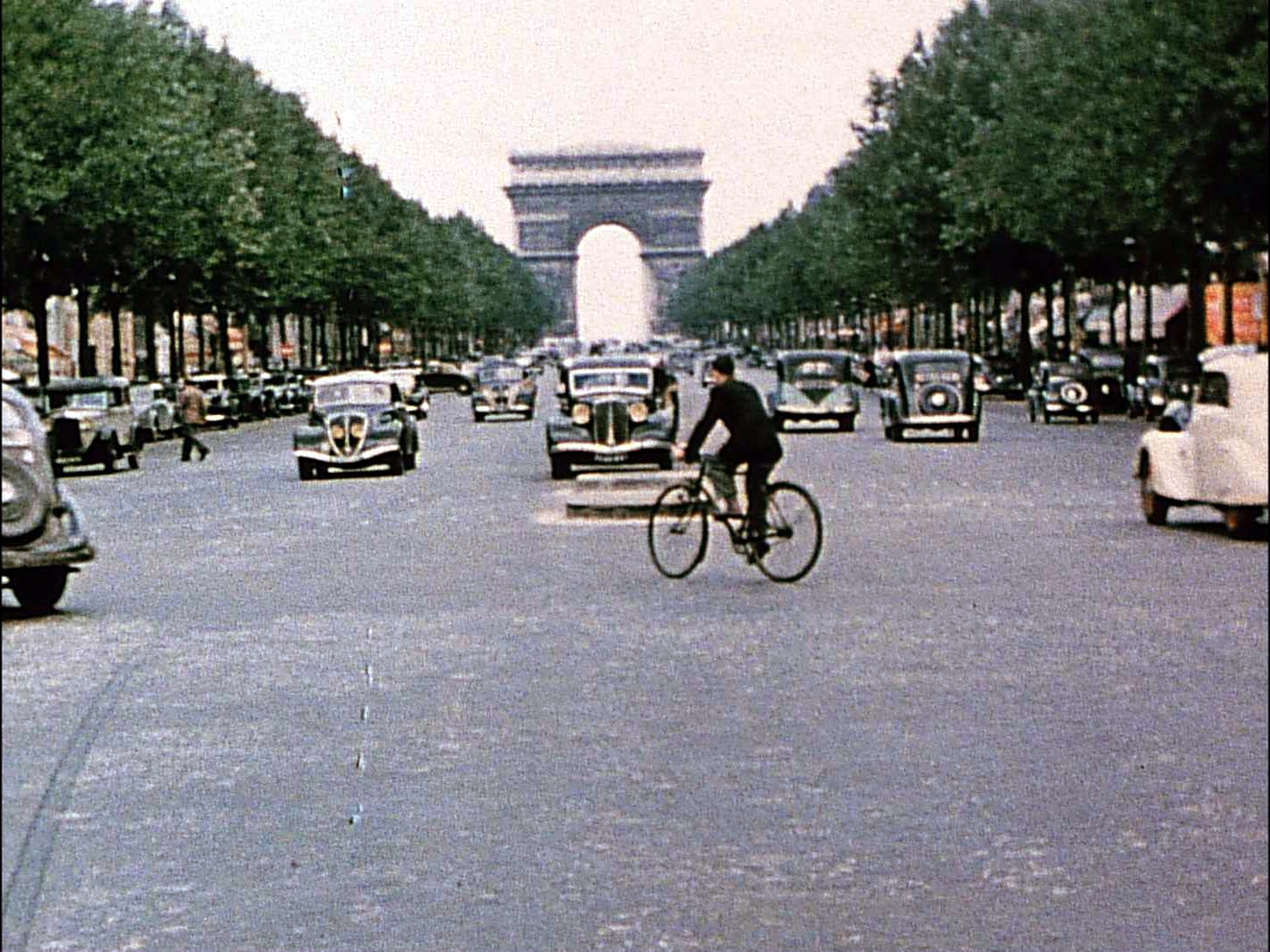
シャンゼリゼ通り（1939年）
夜のエトワール凱旋門（2007年）
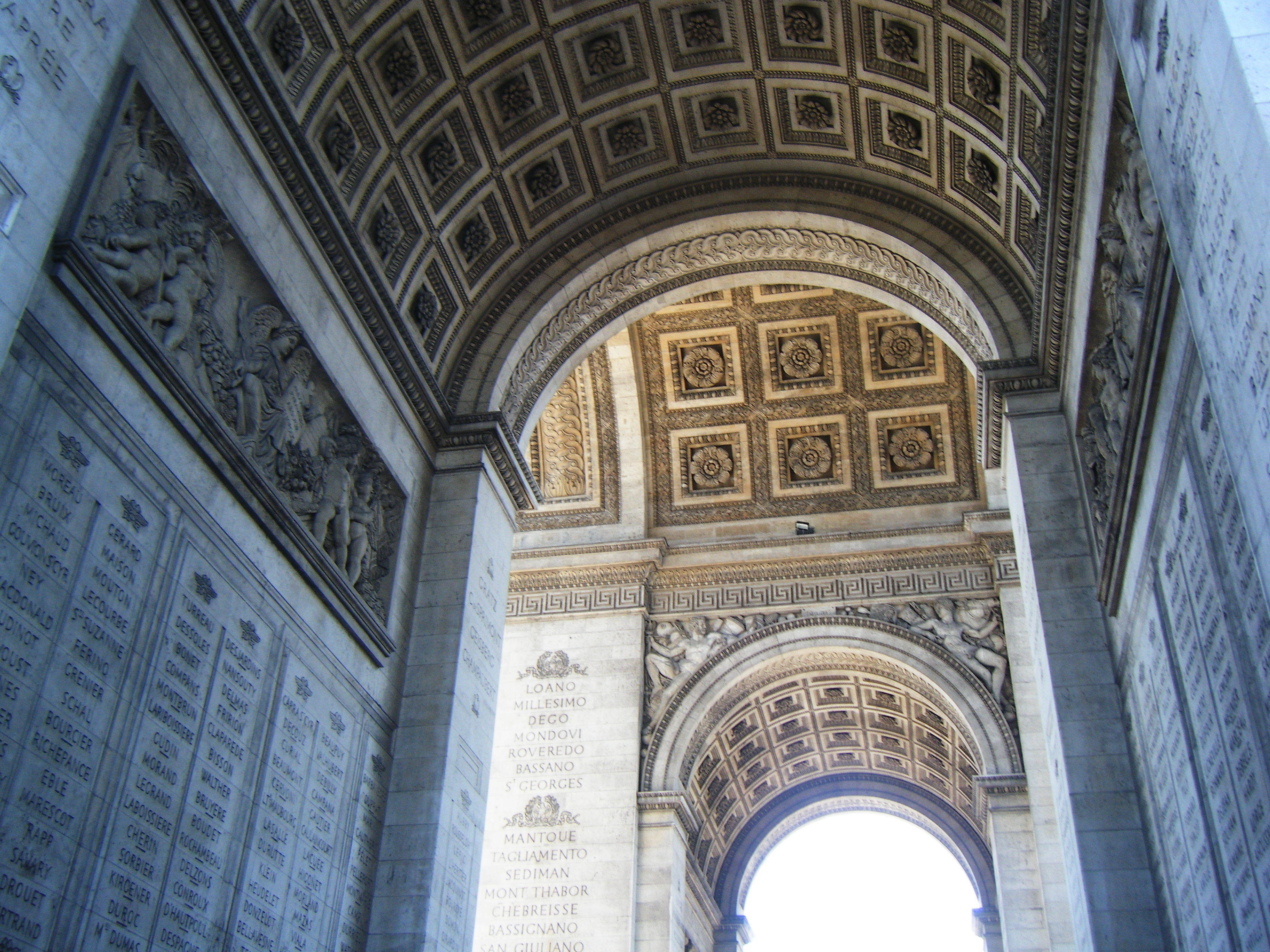
エトワール凱旋門（2010年）
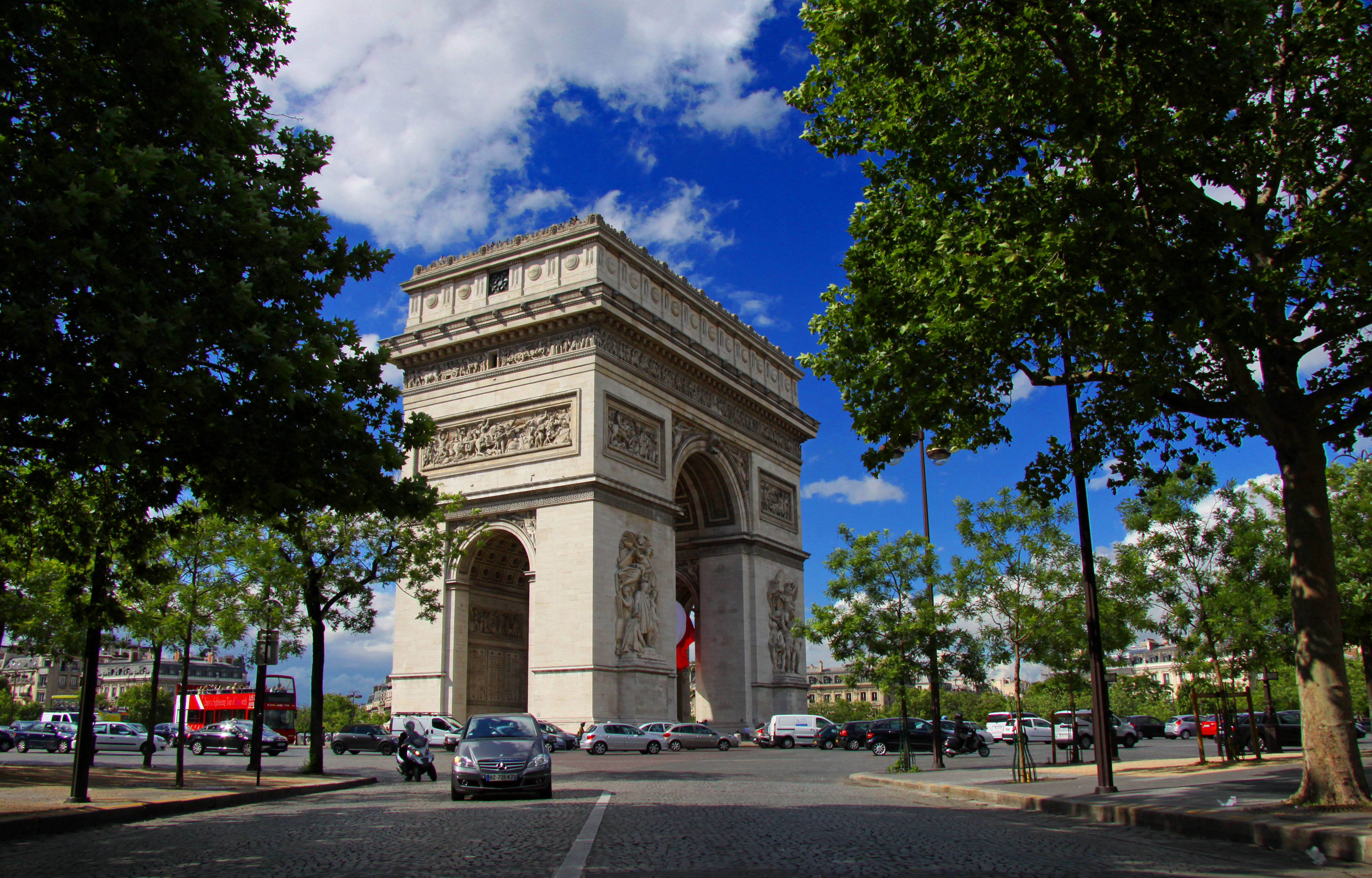
エトワール凱旋門（2012年）
エトワール凱旋門（2019年）
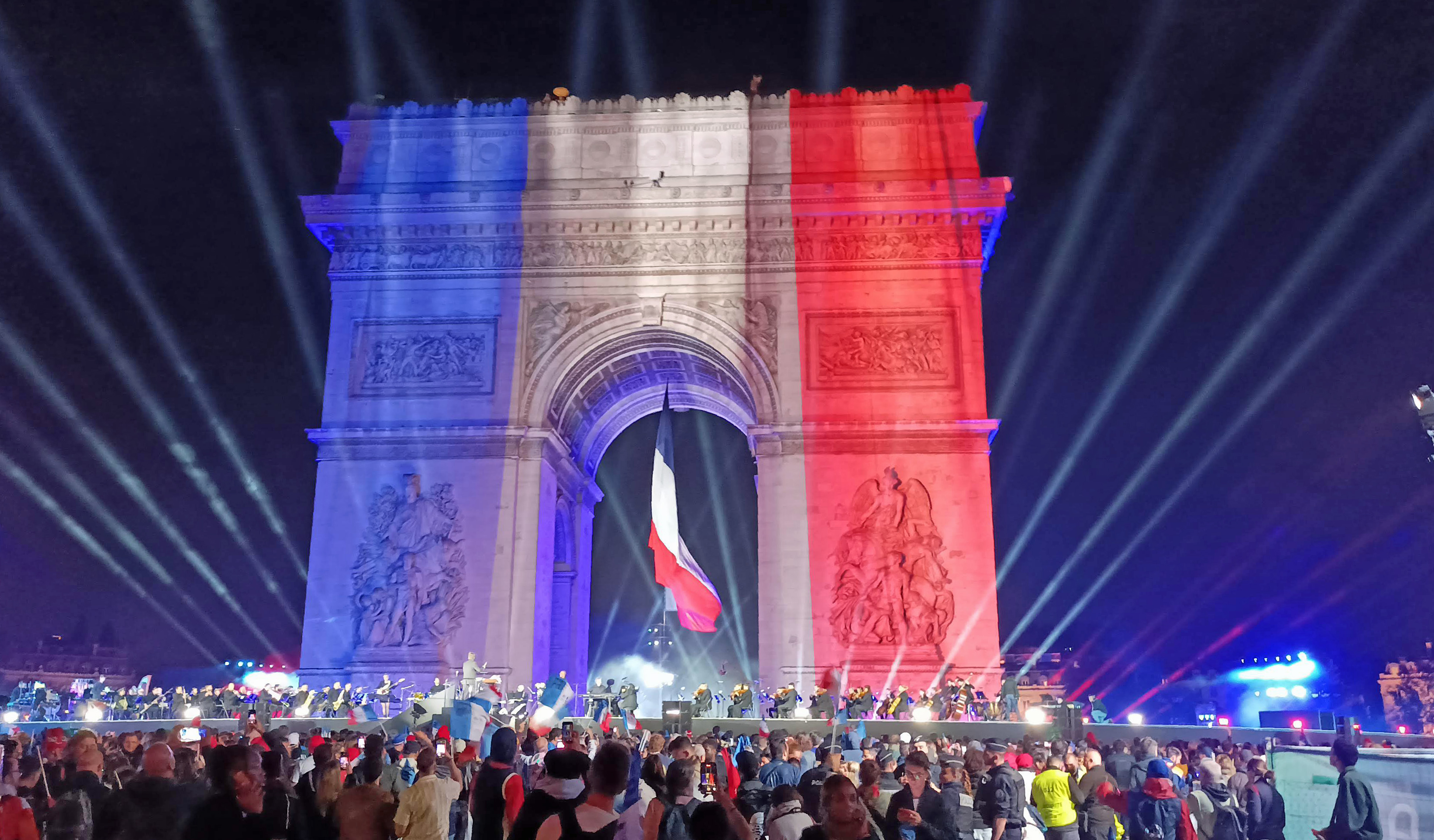
パリオリンピック（2024年）

### パノラマ

エトワール凱旋門からのパリのパノラマ

## 関連作品
- 『凱旋門』 - エーリヒ・マリア・レマルクの小説。第二次世界大戦前夜のパリで、失意の日々の中に鮮烈な恋を見出したドイツ人医師が、怒涛のような混乱の中でまたその恋を失う波乱万丈のラブストーリー。映画化・舞台化もされた。